# Grbavica (Brčko)
Pour les articles homonymes, voir Grbavica.
Grbavica (en serbe cyrillique : Грбавица) est un village de Bosnie-Herzégovine. Il est situé dans le district de Brčko. Selon les premiers résultats du recensement de 2013, il compte 1 592 habitants.

## Géographie
Le village est situé à l'ouest de Brčko, sur les bords de la rivière Lukavica.

## Démographie

### Évolution historique de la population dans la localité
| 1948 | 1953 | 1961 | 1971 | 1981 | 1991 | 2013  |
| ---- | ---- | ---- | ---- | ---- | ---- | ----- |
| -    | -    | 502  | 494  | 518  | 557  | 1 592 |

|  |